# Adámky
Adámky (německy Abdank) jsou zaniklá osada, která se nacházela čtyři kilometry jižně od Loučovic v okrese Český Krumlov, v nadmořské výšce 910 až 940 metrů (na rozvodí Dunaje a Vltavy).

## Název
Původ německého názvu je nejasný, ale pravděpodobně vychází z příjmení některého z usedlíků. Jinou možností je odvození názvu z polského jména, které bylo „poděkováním Bohu po zdařilém díle.“ Třetí možností je prvotní tvar Adank, který je příbuzný se středněhornoněmeckými slovesy tengen, dengen (otlouct, ohnout) a mohl označovat paseku. V historických pramenech se jméno vsi objevuje ve tvarech: Abdanckh (1530), Adam (1654, 1720), Abdank (1789, 1841). Český název Adámky byl spolu s německým Abdank roku 1923 úředně stanoven podle tvaru ze sedmnáctého a osmnáctého století.

## Historie

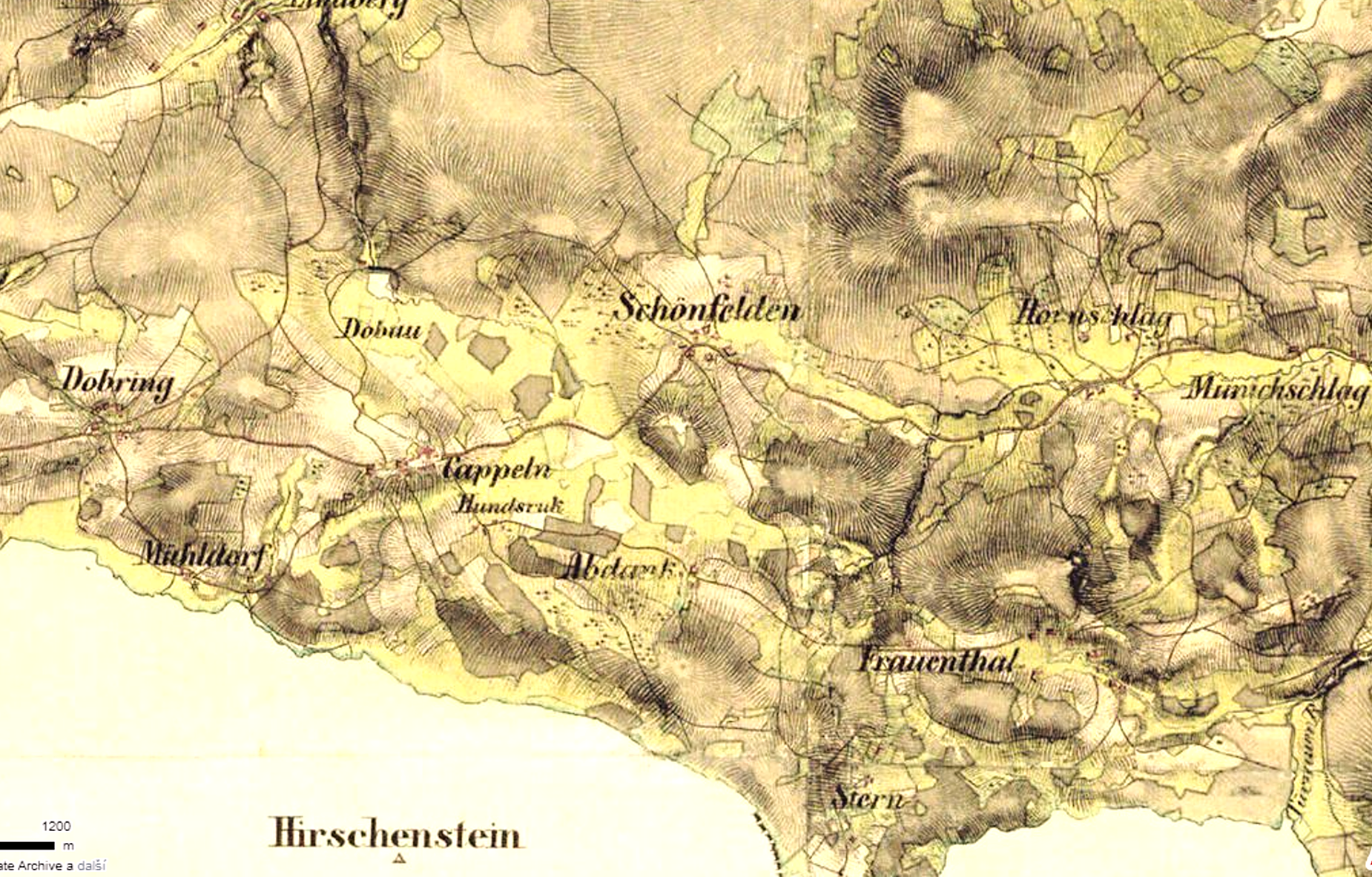
Adámky (Abdank) a další zaniklé vesnice a osady na mapě z poloviny 19. století.

První písemná zmínka o osadě pochází z roku 1530 a nachází se v rožmberském urbáři. Velikost osady byla vesměs neměnná, v 17. století je uváděno pět domů, stejně tak o dvě století později, před druhou světovou válkou je uváděno šest domů a 35 obyvatel, všichni německé národnosti. 
V letech 1938 až 1945 byly Adámky v důsledku uzavření Mnichovské dohody přičleněny k Německé říši jako součást župy Oberdonau.
Od roku 1945 je území Adámek součástí obce Loučovice. Do roku 1946 bylo v rámci vysídlení Němců z Československa vysídleno na dvě etapy celkem 63 lidí. 
Správní komise pro osidlování se poté usnesla, že se osada již obydlovat nebude. Tzv. destrukční skupinou ministerstva vnitra pak byla osada zbořena v roce 1959. Při sčítání lidu v letech 1869–1930 osada patřila k obci Krásná Pole.

## Obyvatelstvo
|           | 1869 | 1880 | 1890 | 1900 | 1910 | 1921 | 1930 |
| --------- | ---- | ---- | ---- | ---- | ---- | ---- | ---- |
| Obyvatelé | 37   | 34   | 35   | 25   | 37   | 31   | 26   |
| Domy      | 5    | 6    | 6    | 6    | 5    | 5    | 5    |